# قيامة المسيح (رفائيل)
قيامة المسيح (1499-1502)، والمعروفة أيضًا باسم قيامة كينارد (نسبةً إلى أحد مالكيها السابقين، اللورد كينارد)، هي لوحة زيتية على الخشب للفنان الإيطالي رفائيل، أحد رواد عصر النهضة . تُعد هذه اللوحة من أقدم الأعمال المعروفة للفنان، وقد نُفذت بين عامي 1499 و1502. يُرجح أنها كانت جزءًا من قاعدة مذبح غير معروفة، لكن هناك اقتراحات بأن اللوحة قد تكون إحدى البقايا المتبقية من مذبح بارونشي، وهو أول عمل موثق لرفائيل (تعرض لأضرار جسيمة بسبب زلزال في عام 1789، وتوجد شظاياه اليوم في متاحف عبر أوروبا). اللوحة معروضة حاليًا في متحف ساو باولو للفنون.
قيامة كينارد هي واحدة من أوائل الأعمال المحفوظة لرفائيل، والتي يظهر فيها أسلوبه الدرامي الطبيعي في التكوين بوضوح، على عكس الأسلوب الشعري الهادئ لأستاذه بيترو بيروجينو. تخضع التركيبة الهندسية المعقدة والمنطقية للغاية لنظام مثالي يربط بين جميع عناصر المشهد، مما يمنحها إيقاعًا متحركًا غريبًا، ويحوّل الشخصيات في اللوحة إلى شركاء متفاعلين في "رقصة" فريدة من نوعها. تتأثر اللوحة جماليًا بأسلوب بينتوريكيو وميلوتزو دا فورلي، لكن التنسيق المكاني للعمل، مع ميله إلى الحركة، يعكس معرفة رفائيل بالبيئة الفنية الفلورنسية في القرن السادس عشر.
اقتنى متحف ساو باولو للفنون لوحة قيامة كينارد عام 1954، بتوصية من ماريو موديستيني، زميله في ستوديو دارتي بالما بروما. تولى بييترو ماريا باردي، المدير السابق للمتحف، مسؤولية ضم العمل إلى مجموعة أعمال رفائيل، مستندًا إلى وجود دراستين تحضيريتين للتكوين، ما أثار جدلًا واسعًا حول نسبها. ومع ذلك، أصبح إسناد اللوحة إلى رفائيل اليوم موضع إجماع شبه كامل بين الخبراء. تُعد هذه اللوحة حاليًا العمل الوحيد لهذا الفنان المحفوظ في نصف الكرة الجنوبي.